# Martigny-Croix
Martigny-Croix är huvudorten i kommunen Martigny-Combe i kantonen Valais, Schweiz. 